# Pałac Augusta Abbega w Elblągu
Pałac Augusta Abbega w Elblągu (niem. Vogelsang) – neogotycki pałac w Elblągu w województwie warmińsko-mazurskim. Wybudowany w latach 1810–1811 na zlecenie radcy handlowego i byłego konsula królewskiego Augusta Abbega, z przeznaczeniem na prowadzenie wysokiej klasy zajazdu – gospody, w 1882 wykupiony wraz z parkiem przez Radę Miasta Elbląga. 

## Położenie
Pałac położony jest na północno-wschodnich obrzeżach Elbląga w województwie warmińsko-mazurskim. Znajduje się w zajmującym powierzchnię 369 ha parku Bażantarnia (niem. Vogelsang), który stanowi główne miejsce rekreacyjne elblążan. Na terenie parku obecnie wytyczone są cztery turystyczne pieszo-rowerowe szlaki o łącznej długości 30,5 km. Sam pałac położony jest na obrzeżach parku na niewielkim wzniesieniu. 

## Historia
W 1801 roku patrycjusz elbląski i radca królewski August Abbeg nabył na skraju lasu, wówczas nieopodal Elbląga, 20- morgowe gospodarstwo. W latach 1810–1811, na jego terenie, przy pomocy cegieł wyrobionych we własnej, założonej na terenie parku, cegielni wzniósł neogotycki pałac. Pełnił on funkcję ekskluzywnego podmiejskiego zajazdu, a nazwę wziął od otaczającego go parku Vogelsang, co oznacza ptasi śpiew, gdyż na terenie całego kompleksu leśnego, już od XVIII wieku można było usłyszeć ptasi trel. 
Po śmierci radcy Abbega, majątkiem zarządzali jego spadkobiercy, od których w 1882 roku, Rada Miasta Elbląga wykupiła posiadłość. Miasto na terenie pałacu nadal prowadziło zajazd, a otaczające go parki i lasy przystosowano na jako tereny rekreacyjne dla mieszkańców. Był to pierwszy obiekt infrastruktury rekreacyjno-turystycznej w elbląskiej Bażantarni, tworzący zaczątki turystyki podmiejskiej.
1 kwietnia 1913 roku zarówno pałac jak i cały park włączono oficjalnie w administracyjne granice Elbląga. Do 1914 natomiast, park został znacznie urozmaicony elementami tzw. małej architektury ogrodowej, jak mostki, kładki czy punkty widokowe.
Po II wojnie światowej pałac przekazano Lasom Państwowym, a sam budynek stał się siedzibą Nadleśnictwa Elbląg, którą to funkcję pełni do chwili obecnej. Nadleśnictwo, na przełomie XX i XXI wieku, ze środków własnych i pod opieką oraz według wskazań konserwatora zabytków, przeprowadziło gruntowną modernizację i konserwację obiektu.
Obecnie budynek utrzymany jest w bardzo dobrym stanie, a tereny go okalające nadal służą mieszkańcom w celach rekreacyjnych. 

## Architektura
Pałac to jednopiętrowa budowla wzniesiona w stylu neogotyckim. Założenie posiada nieregularną bryłę o biało-beżowym kolorze elewacji i dodatkowe zdobienia w postaci licznych tarasów, wieżyczek czy kolumn. 

## Zabytek
Pałac Augusta Abbega w Elblągu jako zabytek o szczególnych walorach wpisany jest do rejestru zabytków nieruchomych Krajowego Ośrodka Badań i Dokumentacji Zabytków. Pałac w spisie, figuruje pod nazwą: zespół dworski ul. Marymoncka 5 z XIX wieku, na który składa się sam pałac oraz park z aleją dojazdową (nr rej.: 485/95 z 14 grudnia 1995). Oddzielnie w spisie natomiast figuruje sam park Bażantarnia z lat 1811- wiek XX, pod nr 487/95 z 23 grudnia 1995.